# Pauls Stradiņš
Pauls Stradiņš (ur. 17 stycznia 1896 w Viesīte, zm. 14 sierpnia 1958 w Rydze) – łotewski lekarz.
Urodził się w rodzinie rzemieślniczej. Miał trzy młodsze siostry, z których dwie również zostały lekarzami. Po ukończeniu Gimnazjum Aleksandrowskiego w Rydze (Рижская Александровская гимназия) podjął studia na Cesarskiej Wojskowej Akademii Medycznej w Piotrogrodzie. 
Po ukończeniu studiów w 1919 roku, kontynuował pracę badawczą pod kierunkiem profesora Siergieja Fiodorowa. W 1923 roku obronił rozprawę doktorską. 
W 1923 roku Pauls Stradiņš ożenił się z lekarką Niną Małyszewą i wraz z nią wrócił na Łotwę. W 1924 roku objął stanowisko docenta na Wydziale Medycznym Uniwersytetu Łotwy. W 1925 roku uzyskał (pierwsze na Łotwie) stypendium Fundacji Rockefellera, które pozwoliło mu na pobyt naukowy w Stanach Zjednoczonych. W 1927 roku obronił drugą rozprawę doktorską. Oprócz pracy naukowej w latach 1931–1941 pełnił też funkcję dyrektora ds. medycznych w Szpitalu Miejskim nr 2 w Rydze (obecnie Uniwersytecki Szpital Kliniczny im. Paulsa Stradiņša Paula Stradiņa Klīniskā universitātes slimnīca). 
Po II wojnie światowej Pauls Stradiņš objął stanowisko dyrektora Instytutu Biologii i Medycyny Doświadczalnej  Łotewskiej Akademii Nauk.  
Zmarł 14 sierpnia 1958, został pochowany na Cmentarzu Leśnym w Rydze. Z żoną Niną Stradiņą mieli czworo dzieci: Irēna Stradiņa, Maija Sosāre, Jānis Stradiņš, Asja Eglīte. Córka Paulsa Stradiņša, Asja Eglīte została lekarzem rehabilitacji, lekarzami zostało również troje jego wnuków: Linda Sosāre – gastroenterologiem, a Andrejs Ērglis  i Pēteris Stradiņš – kardiochirurgami. Imieniem Paulsa Stradiņša nazwano m.in. Uniwersytecki Szpital Kliniczny im. Paulsa Stradiņša, Muzeum Historii Medycyny im. Paulsa Stradiņša. W 2002 roku Ryskiemu Instytutowi Medycznemu nadano imię rodziny Stradiņšów. 